# Platoul Cotmeana
Paltoul Cotmeana, adesea întâlnit în literatura de specialitate ca Piemontul Cotmeana, este situat între râurile Olt și Argeș. Cea mai mare extindere a piemontului/platoului se găsește în județul Olt, prezentându-se sub forma unor platouri mari ce coboară de la circa 400 metri altitudine (Poiana Ciorica, cu 405,3 metri, vârful Piscul Dobrii cu 398 metri) până la 200 metri altitudine (la Potcoava, Bâlteni).

## Descriere
Conform Enciclopediei Geografice a României, din 1982, "Contactul cu câmpia, pe aliniamentul Valea Mare – Potcoava – Corbu, este evidențiat de o nouă generație de văi, Florișor, Dorofei, Iminog, cu scurgere intermitentă și cu o desfașurare divergentă, ceea ce atestă geneza sa – suprapunerea unor mari conuri aluvio-proluviale."